# Encyclopedie der Schaakopeningen
De Encyclopedie der Schaakopeningen (Engels: Encyclopaedia of Chess Openings, afgekort ECO) is een vijfdelig boekwerk waarin alle belangrijke schaakopeningen uiteengezet worden. De ECO werd voor het eerst uitgebracht in 1974. De ECO wordt uitgegeven door het Servische bedrijf Šahovski Informator en de hoofdauteur is Aleksandar Matanović.
De ECO bevat relatief weinig tekst (in acht talen) en veel diagrammen, theorietabellen en partijen.
De ECO gebruikt het ECO-codesysteem om openingen te categoriseren. Elk deel bestaat uit alle openingen waarvan de ECO-code met een bepaalde letter begint (A t/m E).